# 天摩山站
天摩山站（：／ Cheonmasan yeok */?）是京春線沿線的一座高架車站，位於韓國京畿道南楊州市和道邑墨峴里。站名取自鄰近的天摩山。本站的開設係為補足站距過長的問題並便利鄰近居民，於2013年11月30日開通，不過卻因補償問題遲至2014年12月31日才完工。

## 車站構造
站體為2面2線側式月台的地面車站，候車月台設有月台幕門。
往春川方向的月台與票閘口位於同一側。

### 月台配置
| ↑ 坪內好坪 |
| \| １      |
| 磨石 ↓     |

| 月台 | 路線              | 目的地                 |
| ---- | ----------------- | ---------------------- |
| 1    | ●首都圈電鐵京春線 | 加平、春川方向         |
| 2    | ●首都圈電鐵京春線 | 忘憂、上鳳、清涼里方向 |

## 歷史
- 2013年4月10日：站名確定。
- 2013年11月30日：落成啟用。
- 2014年12月31日：全站竣工。

## 車站周邊
- 天摩山（朝鲜语：천마산 (남양주)）入口
- 和道邑事務所
- 大沙浪文化中心
- 松羅中學
- 心石中學
- 心石高校

## 圖片

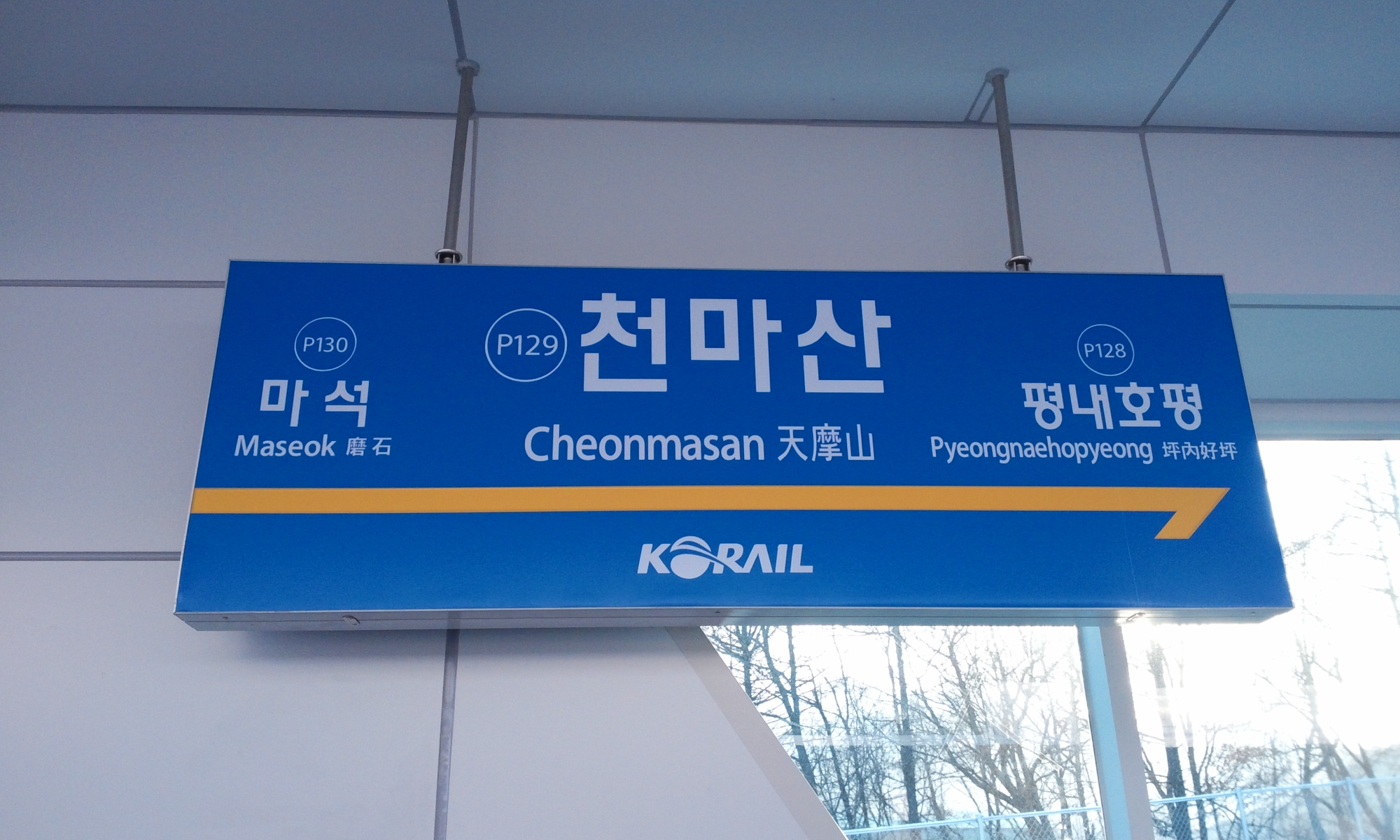
站名牌
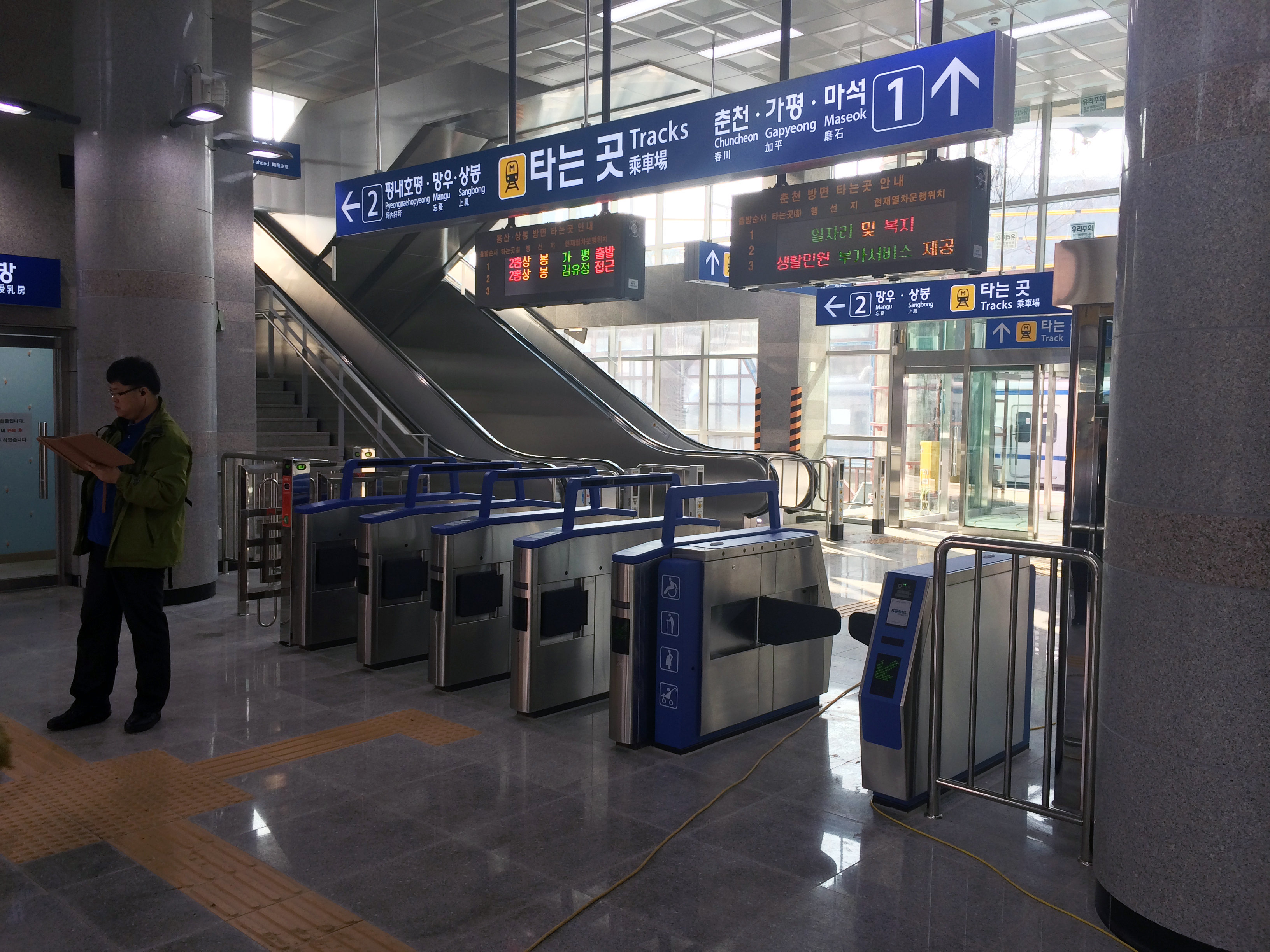
剪票閘口
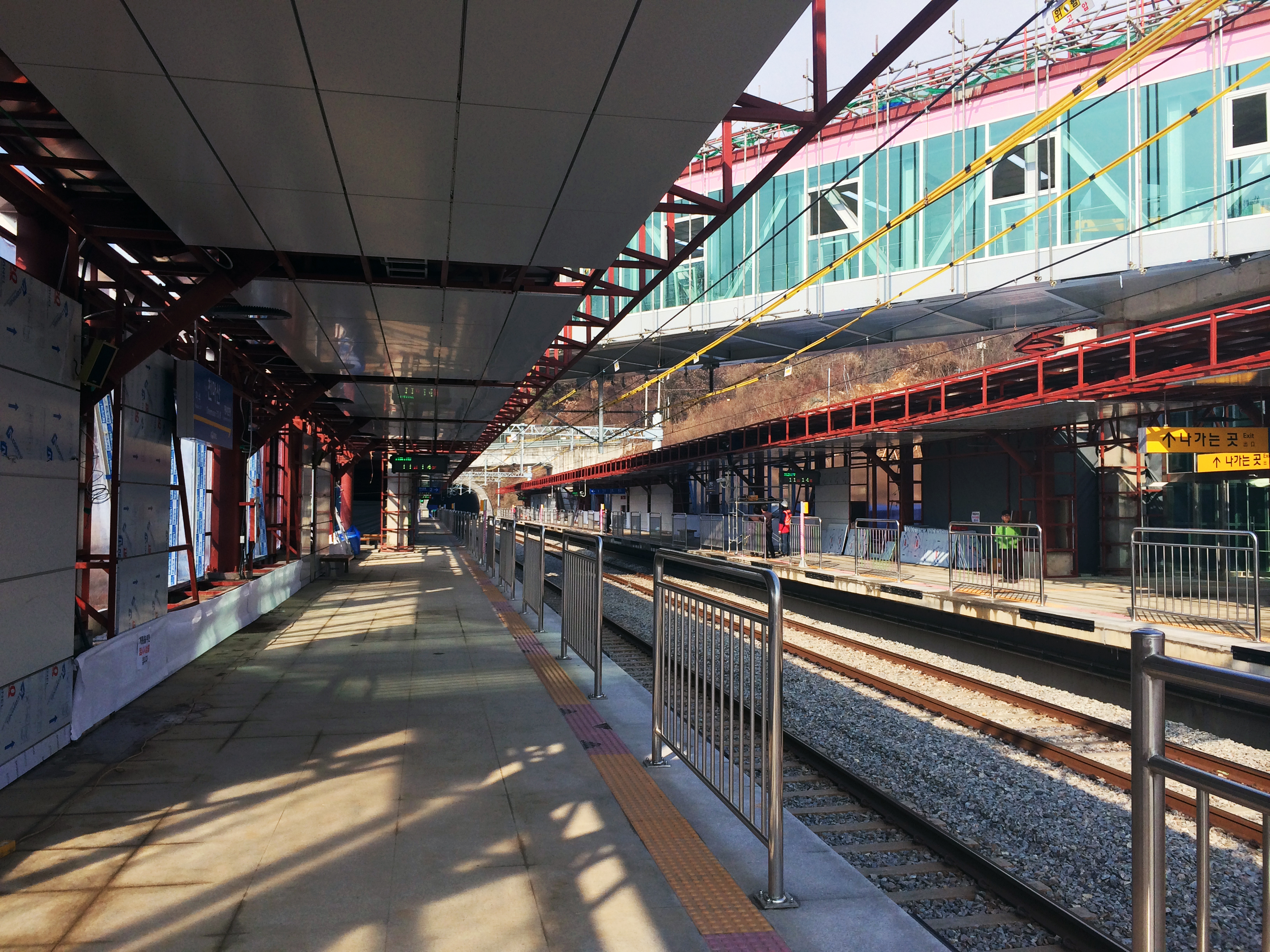
候車月台
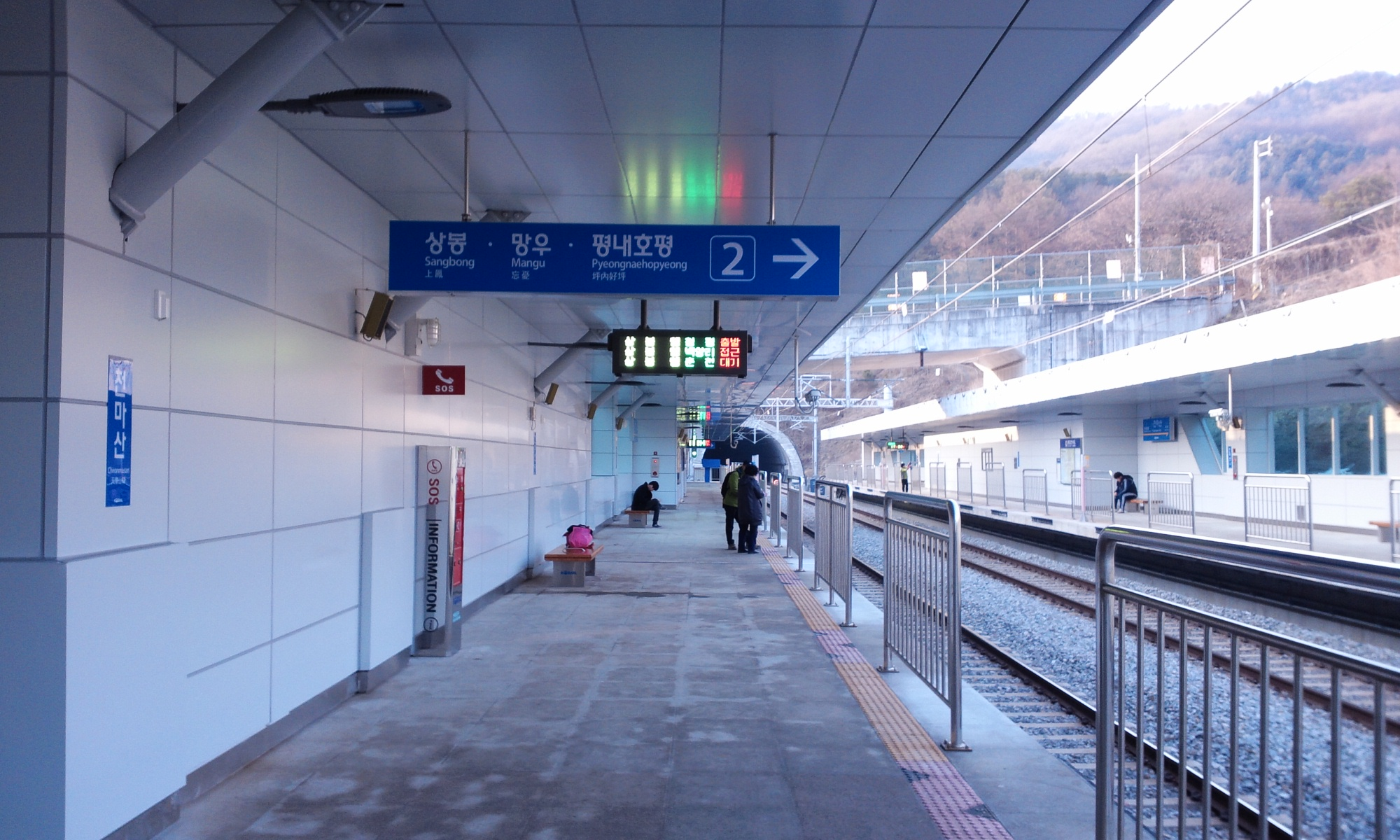
候車月台
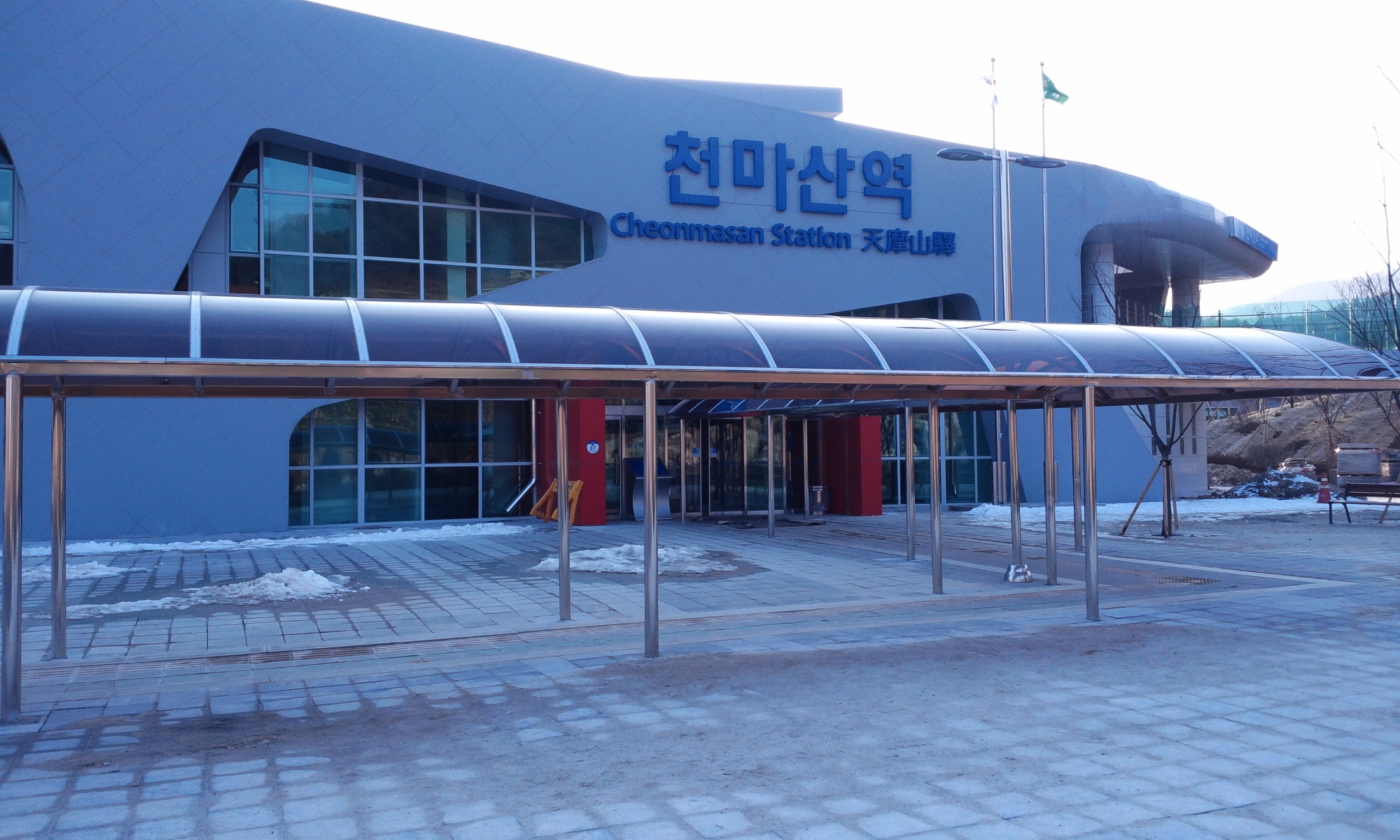
車站建築
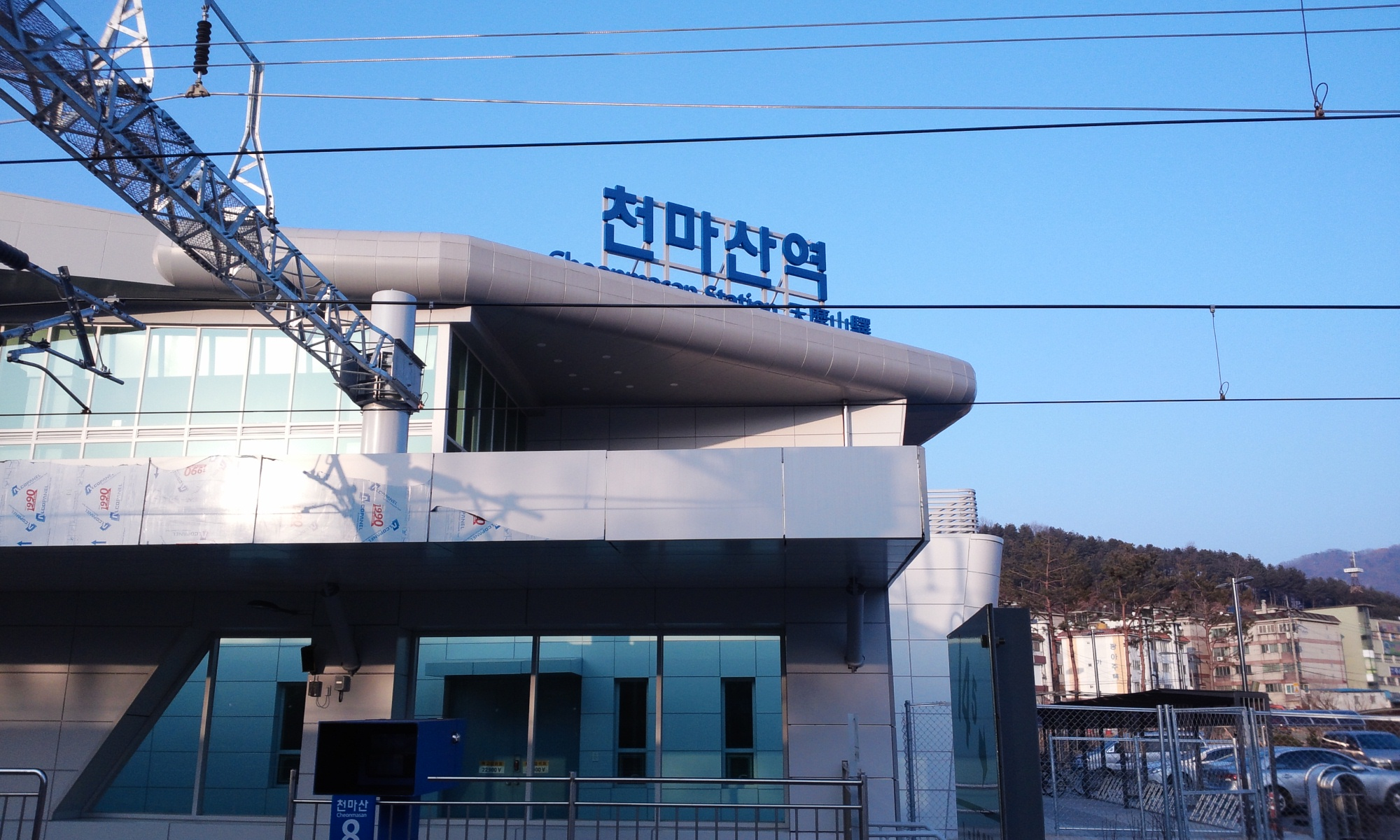
站名標示

## 相鄰車站
韓國鐵道公社
●首都圈電鐵京春線
緩行
坪內好坪（P128）－天摩山（P129）－磨石（P130）